# Station Potsdam Pirschheide
Dit overzicht is mogelijk incompleet; u kunt helpen door het uit te breiden.
Station Potsdam Pirschheide is een spoorwegstation in de Duitse plaats Potsdam. Het station werd in 1958 geopend en was van 1961 tot 1993 het hoofdstation van Potsdam. In deze periode functioneerde het als kruisingsstation.

## Geschiedenis
In 1999 werd het bovenste deel van het station, gelegen aan de Berliner Außenring, gesloten. Van het onderste gedeelte, gelegen aan de spoorlijn Oranienburg - Jüterbog, is nog slechts één perronspoor in gebruik. In 2022 werd begonnen met de sloop van de perrons op het bovenste deel. In 2023 werden de buitenste, doorgaande sporen opgebroken, waarna op dezelfde plek nieuwe perrons werden gebouwd. Datzelfde jaar nog zou de renovatie afgerond zijn en het bovenste deel heropend worden, maar door vertraging werd dat verschoven naar april 2024. Die datum werd wel gehaald. Sindsdien halteert de RB22 er, die het station verbindt met Flughafen Berlin Brandenburg (de reistijd bedraagt 22 minuten). Ook het onderste deel werd grondig gerenoveerd en gemoderniseerd. De totale kosten van de renovatie bedroegen 14 miljoen euro en werden gedragen door de deelstaat Brandenburg, federale regering en Deutsche Bahn.

## Aanvullend vervoer
Voor het station ligt een plein met tramhalte. Aan de doorgaande weg, even voorbij het plein, zijn bushaltes gesitueerd.

## Galerij

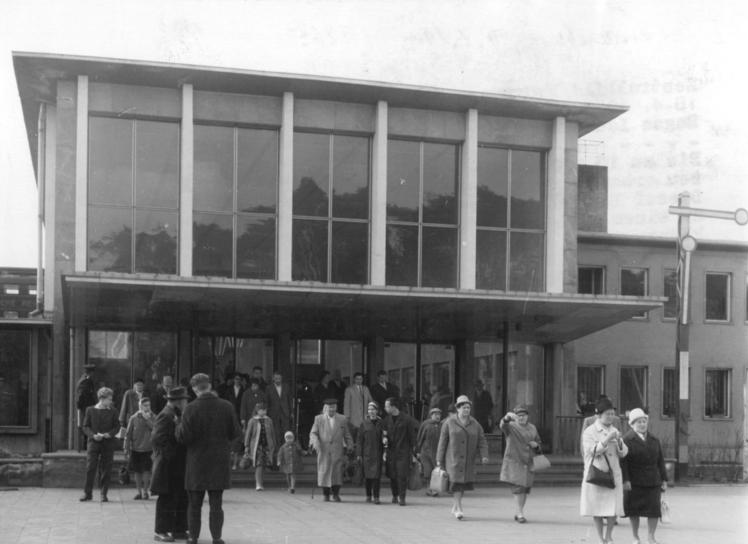
Stationsgebouw, toen het als hoofdstation fungeerde (buitenzijde - 1963)
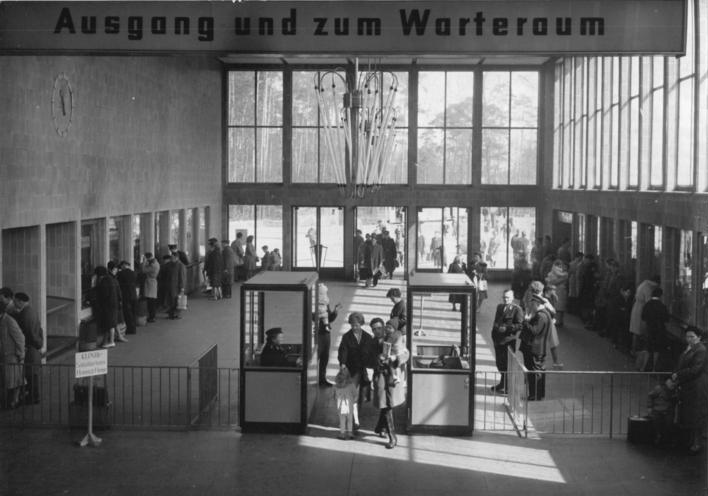
Stationsgebouw, toen het als hoofdstation fungeerde (binnenzijde - 1963)
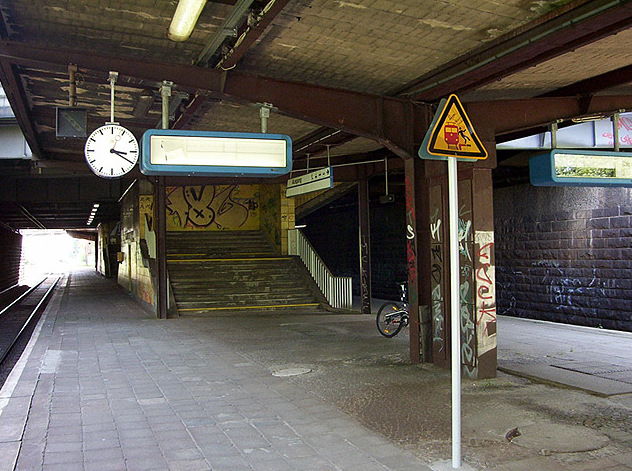
Verloederd onderste deel (2004)
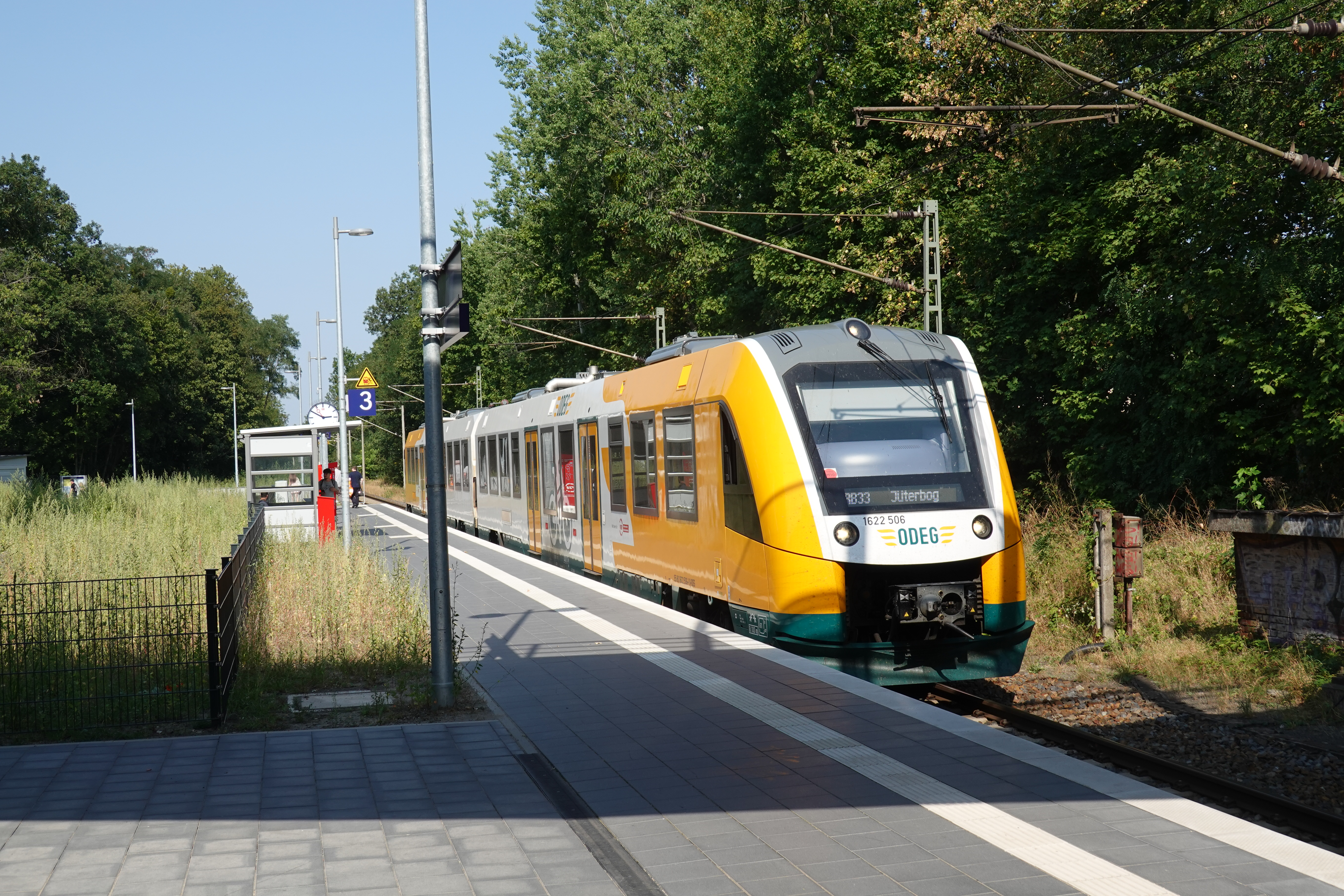
Vernieuwd onderste deel (2024)
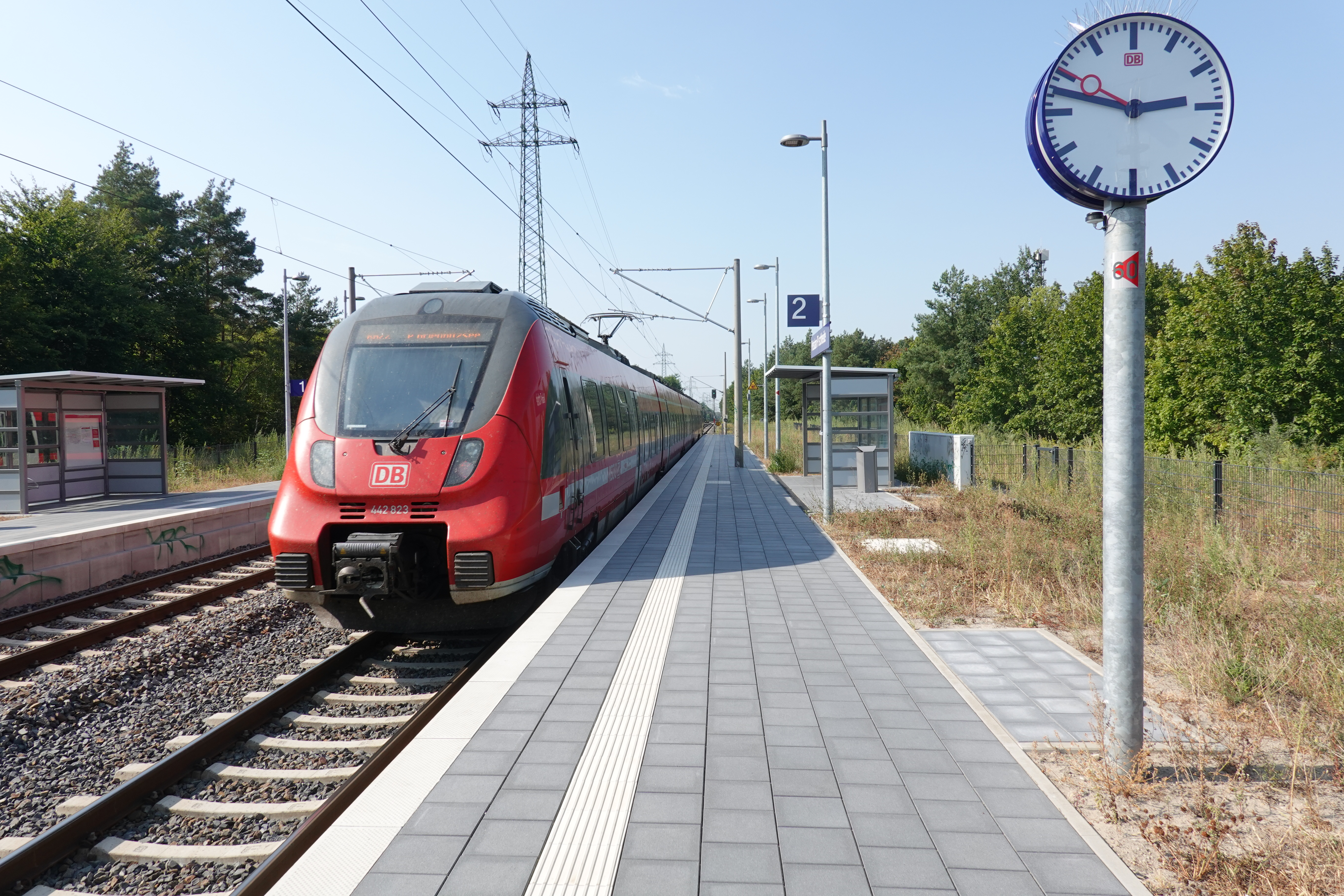
Vernieuwd bovenste deel (2024)
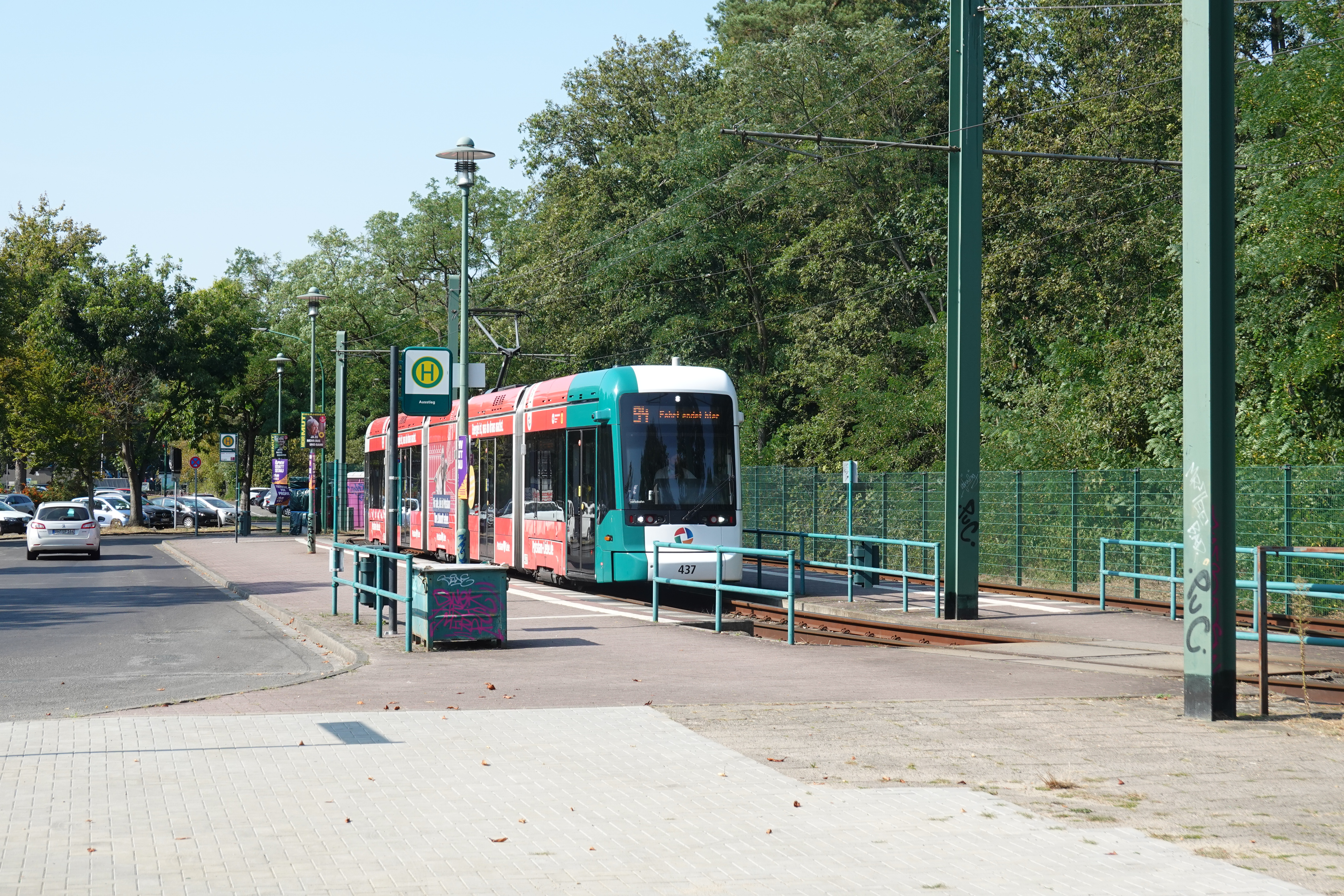
Stationsplein met tram (2024)